# U-Bahn-Station Stadtpark
Stadtpark is een metrostation in het district Landstraße van de Oostenrijkse hoofdstad Wenen. Het station werd geopend op 30 juni 1899 en wordt bediend door lijn U4

## Stadtbahn
In de tweede helft van de 19e eeuw groeide de Weense bevolking fors en werden meerdere kopstations van verschillende spoorwegmaatschappijen geopend. Om het vervoer tussen de buitenwijken en de binnenstad te verbeteren en de kopstations onderling te verbinden werd in 1892 besloten tot de aanleg van de Stadtbahn met vier lijnen waaronder de Wientallinie. Deze 11 km lange lijn werd, tegelijk met de kanalisering van de Wien, aangelegd en kreeg ook een station bij het Stadtpark.
Het station werd ontworpen door Otto Wagner in opdracht van de Commission für Verkehrsanlagen in Wien onder de naam Tegetthoffbrücke. Het station werd opgetrokken in de stijl van de Secession en staat sinds 1934 op de monumentenlijst. Het is een van de weinige stations van Otto Wagner die nog in vrijwel originele staat zijn. In december 1897 werd het station opgeleverd, het duurde echter nog ruim anderhalf jaar voordat het deeltraject Meidling Hauptstraße – Hauptzollamt met stoomtractie in dienst kwam.
Op 8 december 1918 volgde sluiting als gevolg van kolenschaarste in de nasleep van de Eerste Wereldoorlog. Op 7 september 1925 werd het station heropend nadat de lijn was geëlektrificeerd. Net als de stoomtractie reed ook de elektrische Stadtbahn links.

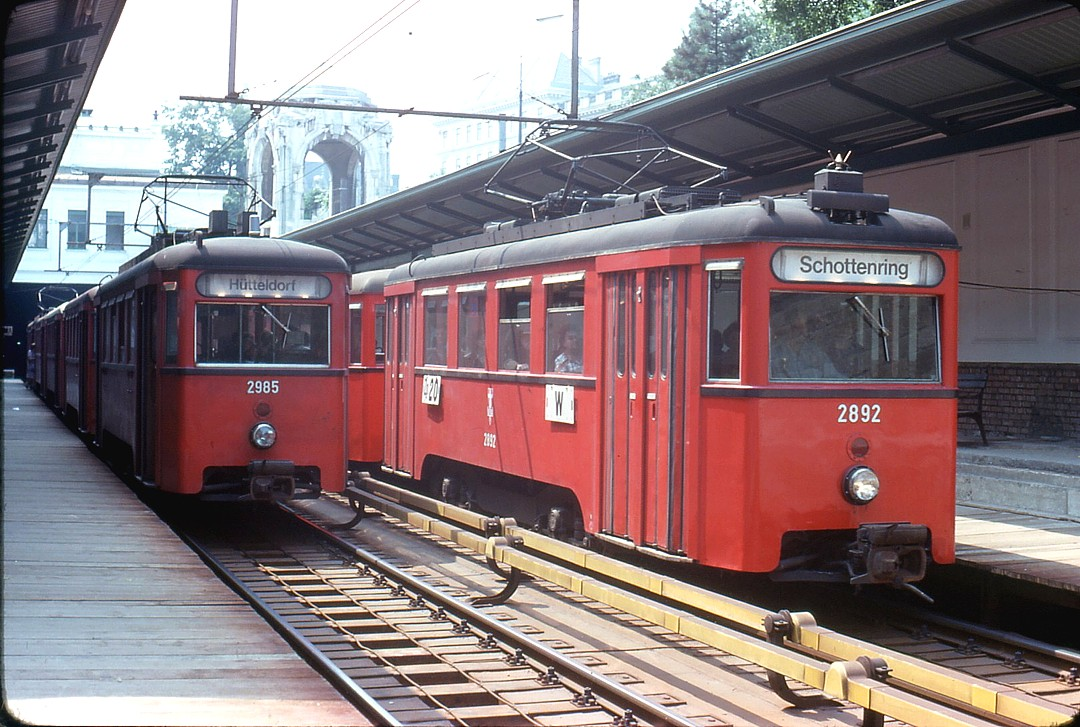
Sneltrams type N1 en N2 van de Stadtbahn in het station tijdens de ombouw in juli 1978.
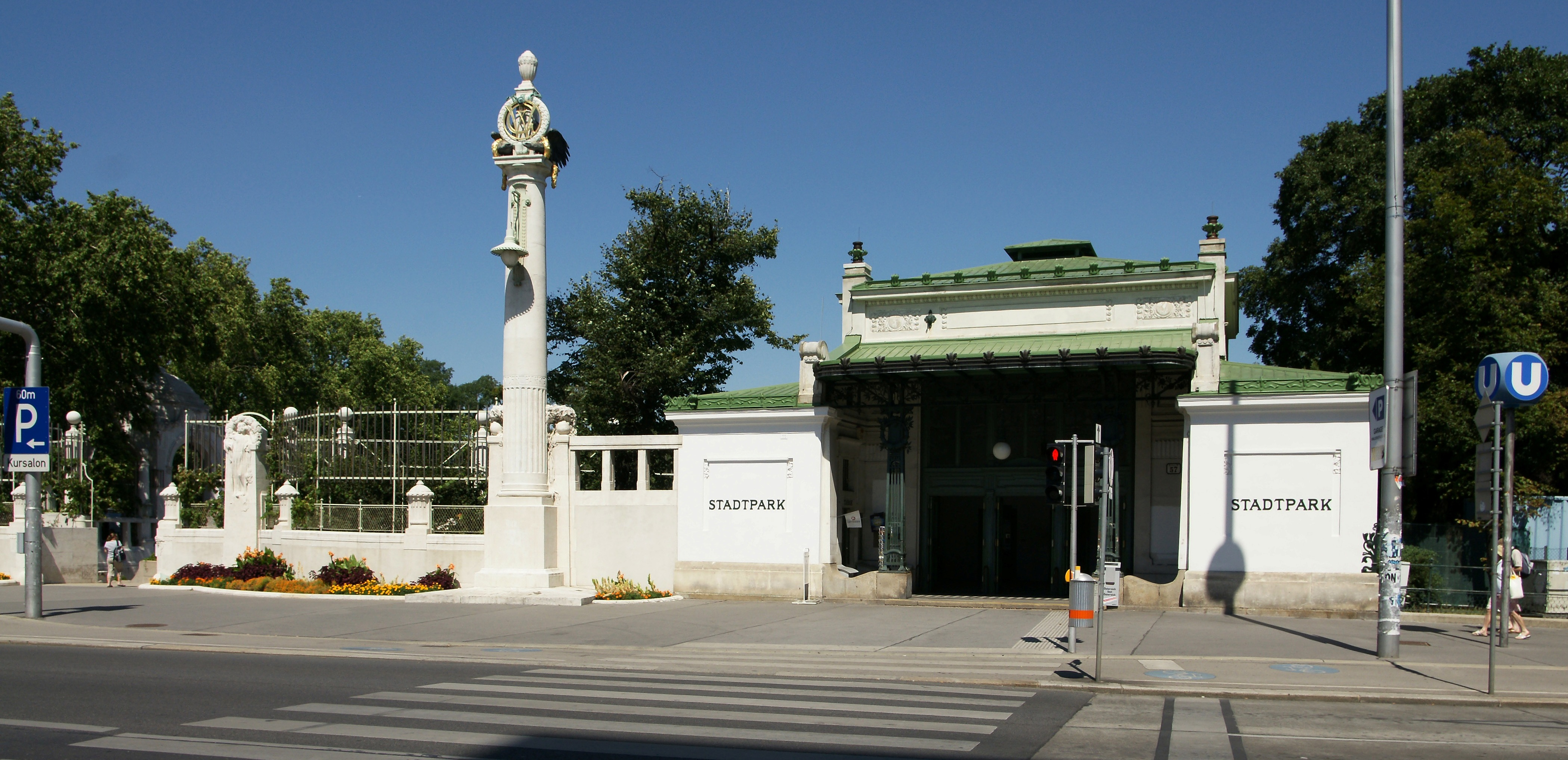
Het stationsgebouw aan de Johannesgasse met links het portaal van de Wien.
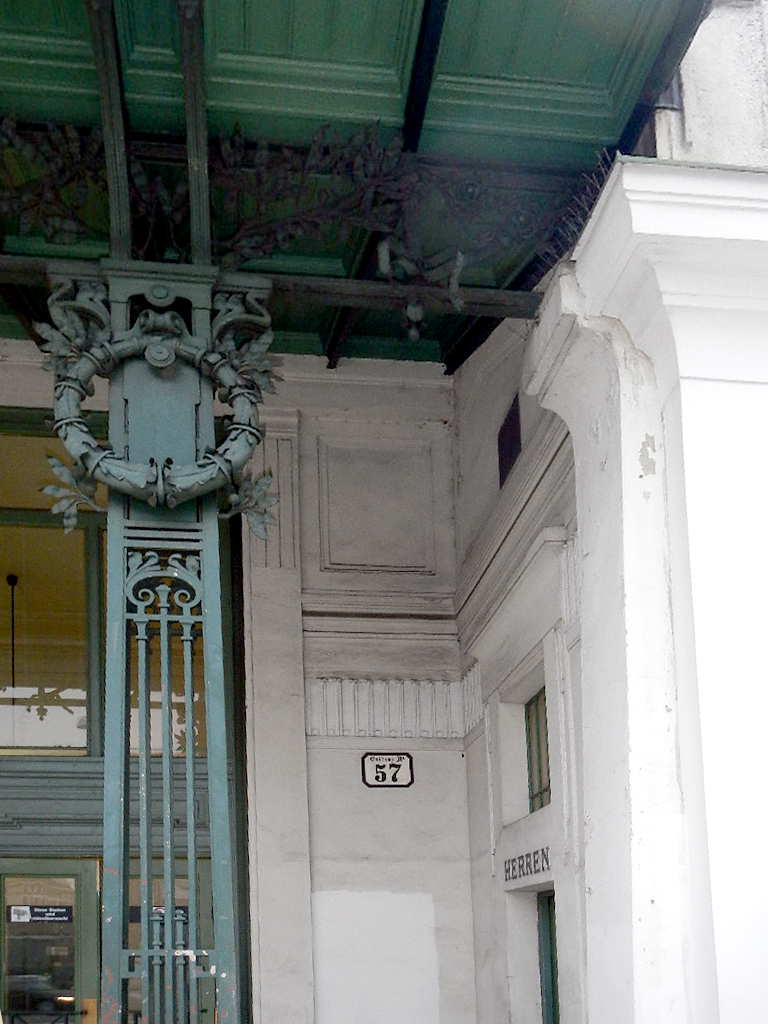
Decordetail met een huisnummer op de achtergrond.

## Metro
Op 26 januari 1968 werd besloten om een metronet aan te leggen waarbij de Wientallinie onderdeel zou worden van lijn U4. De ombouw tot metro vond plaats tussen 1976 en 1981, het station werd in 1977 en 1978 geschikt gemaakt voor metroverkeer. Hierbij werden de perrons 45 centimeter verhoogd en de sporen zelf 15 centimeter afgezonken, hetgeen ook een verschuiving van de muurfries en de perrondaken vereiste. De metro rijdt rechts zodat de twee zijperrons sinds de komst van de metro de andere richting dan bij de Stadtbahn bedienen. De U4 deed het station voor het eerst aan op 15 augustus 1978. De noordelijke toegang in het Stadtpark werd later toegevoegd.
Op 30 november 2015 begon groot onderhoud aan het station waarbij de perrons deels werden gesloten. Nadat de werkzaamheden aan de perron werden voltooid werd het station op 30 januari 2017 heropend.